# Pasmo innuickie

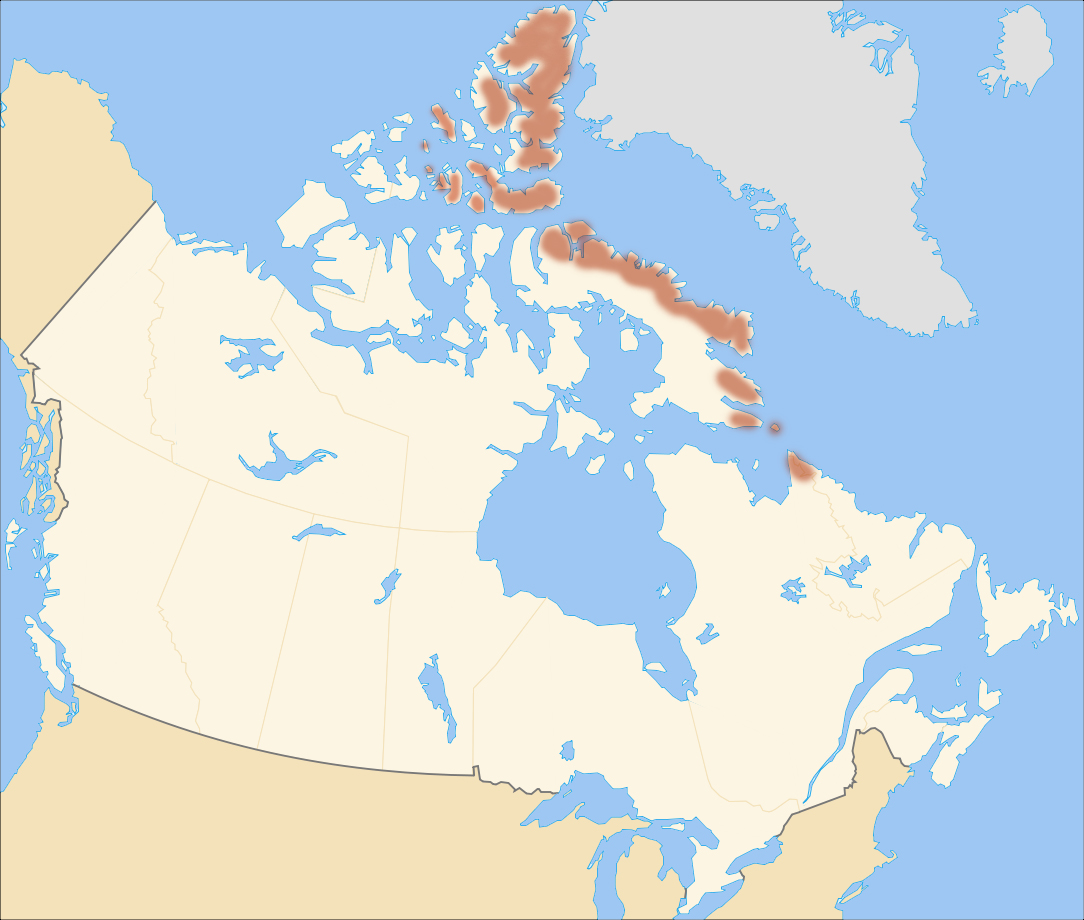
Pasmo innuickie na mapie

Pasmo innuickie (Innuity, pasmo eskimoskie; ang. Arctic Cordillera) – fałdowy górotwór kaledońsko-hercyński obejmujący północną i północno-wschodnią część Archipelagu Arktycznego oraz niewielki skrawek na północy półwyspu Labrador, a także Ziemię Peary'ego w północnej Grenlandii. Najwyższym szczytem pasma innuickiego jest Barbeau Peak (2616 m n.p.m.).

## Geologia
Jest częścią platformy amerykańsko-grenlandzkiej, obrzeża od północy tarczę kanadyjską i tarczę grenlandzką. Wschodnie i zachodnie krańce chowają się pod dnem Oceanu Lodowatego Północnego. Na Wyspie Księcia Patricka skały pasma innuickiego są przykryte poziomo leżącymi osadami górnego paleozoiku, mezozoiku i kenozoiku.
W pasmie innuickim występują skały ordowiku, syluru i dewonu udokumentowane faunistycznie oraz skały starsze – prawdopodobnie górnoproterozoiczne.
W obrębie pasma innuickiego wydzielono dwie strefy – miogeosynklinalną i  eugeosynklinalną. Strefa miogeosynklinalna występuje na wyspach Archipelagu Arktycznego. Składa się głównie ze skał węglanowych z niewielką domieszką  skał klastycznych i ewaporatów, o łącznej miąższości dochodzącej do 6000 m. Są one silnie zafałdowane. Strefa eugeosynklinalna znajduje się na północ od strefy miogeosynklinalnej, na Wyspie Ellesmere’a. Występujące tu skały osiągają znaczną miąższość, do tej pory nie określoną. W dolnej części występują nieme osady, prawdopodobnie górnoproterozoiczne. W wyższych partiach znaleziono skamieniałości ordowiku i syluru. Skały staropaleozoiczne, to łupki graptolitowe, szarogłazy i skały wulkaniczne. Podrzędnie występują wapienie, częściowo zmetamorfizowane. Skały strefy eugeosynklinalnej również są silnie zafałdowane i w różnym stopniu przeobrażone. W strefie tej występują również skały intruzywne – granity. W północno-zachodniej części pasma innuickiego skały metamorficzne są przykryte osadami karbonu i permu z przewarstwieniami ewaporatów – skał gipsowo-solnych, mezozoiku – utworów łupkowo-piaskowcowych i osadów paleogeńskich (paleocenu i eocenu) o sumarycznej miąższości dochodzącej do 9000 m.

## Galeria

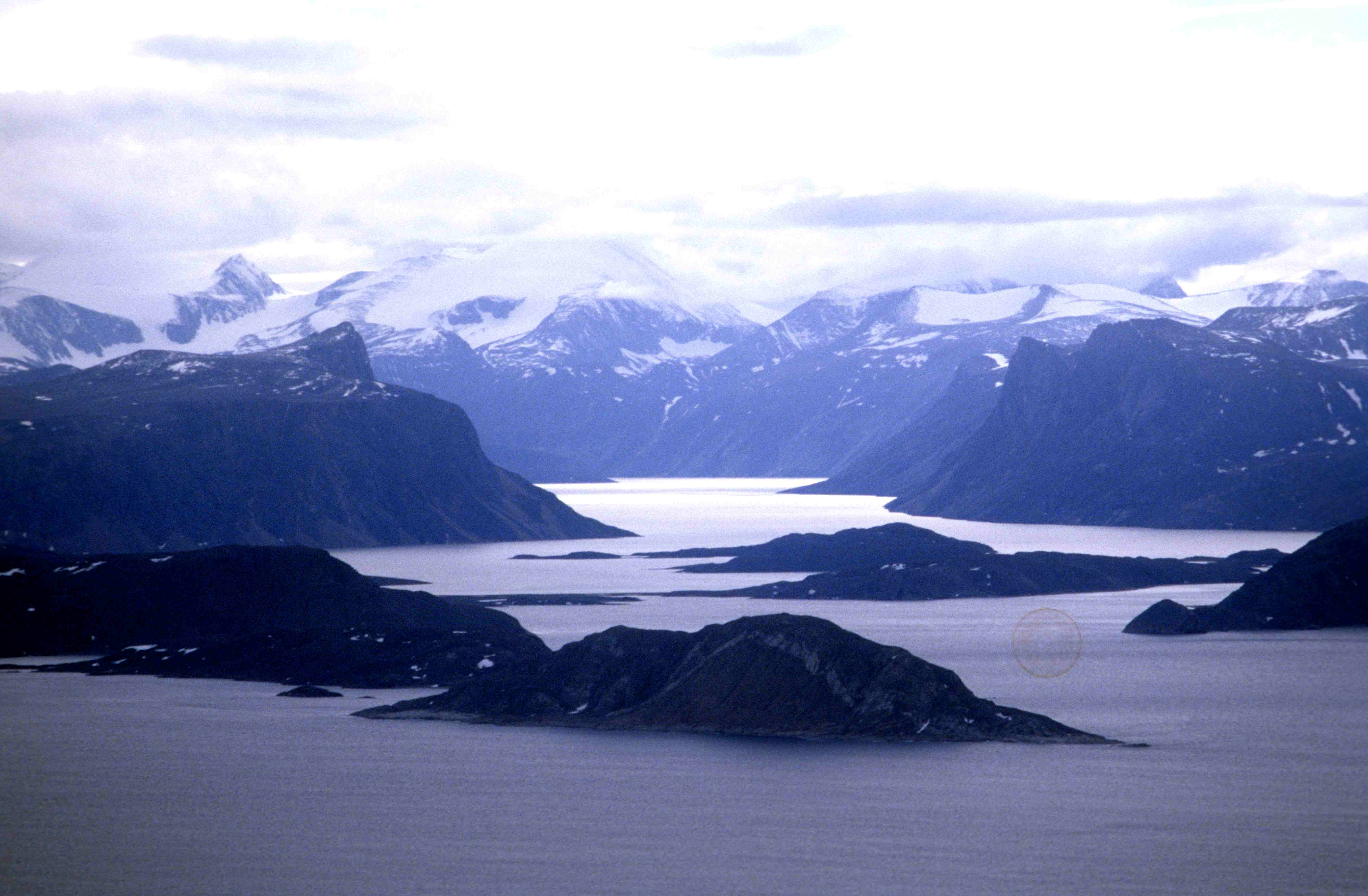
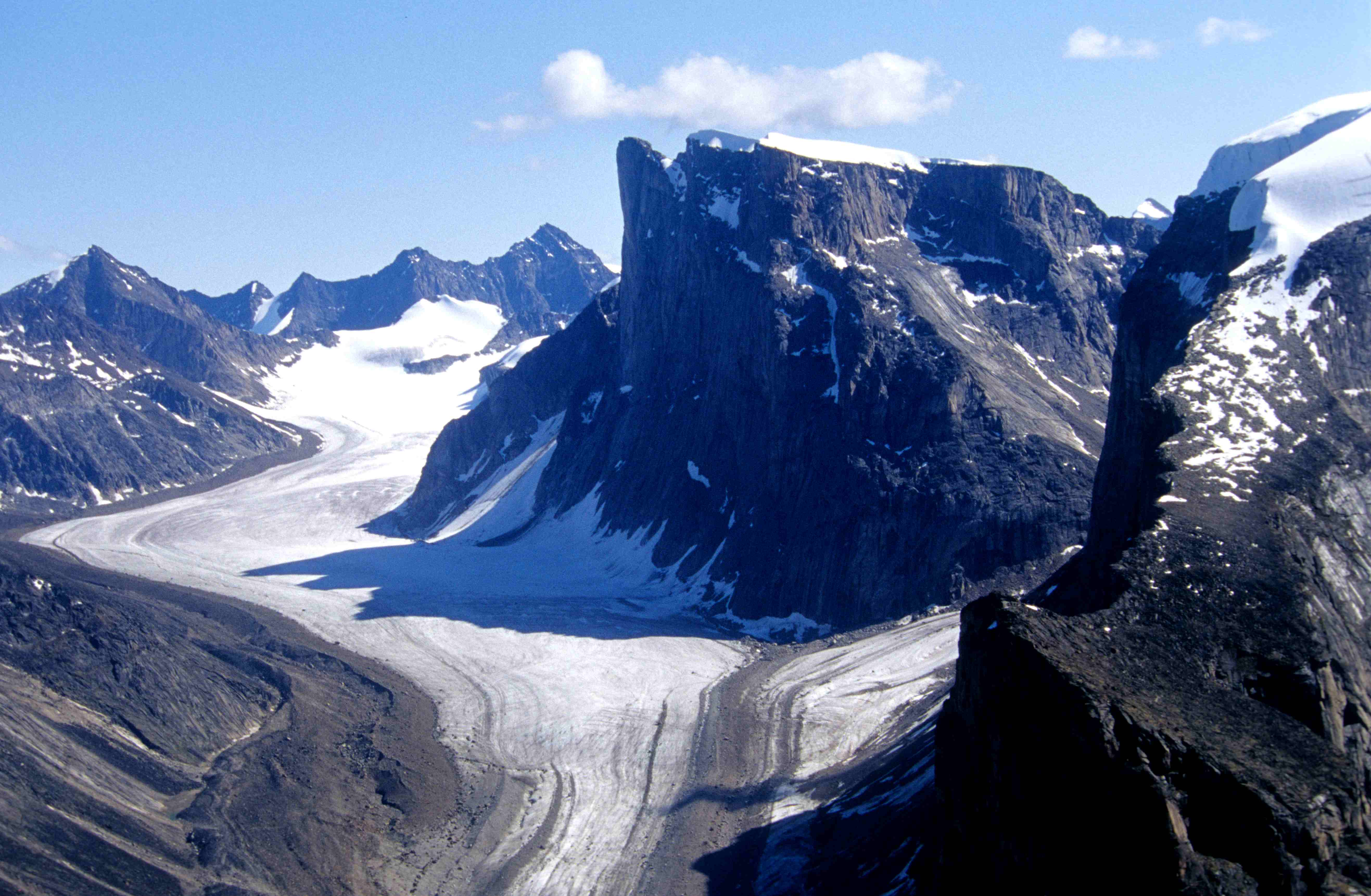
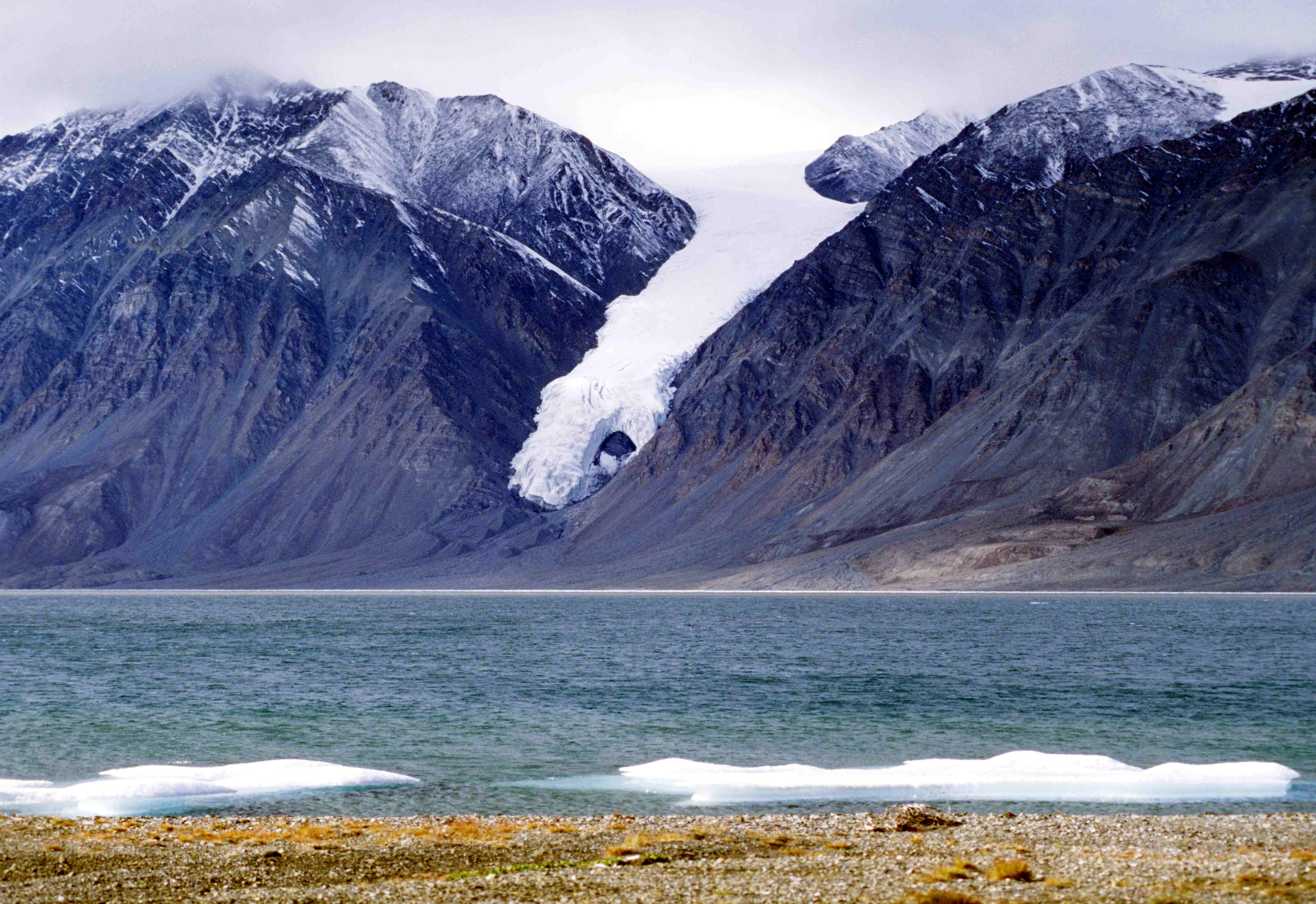
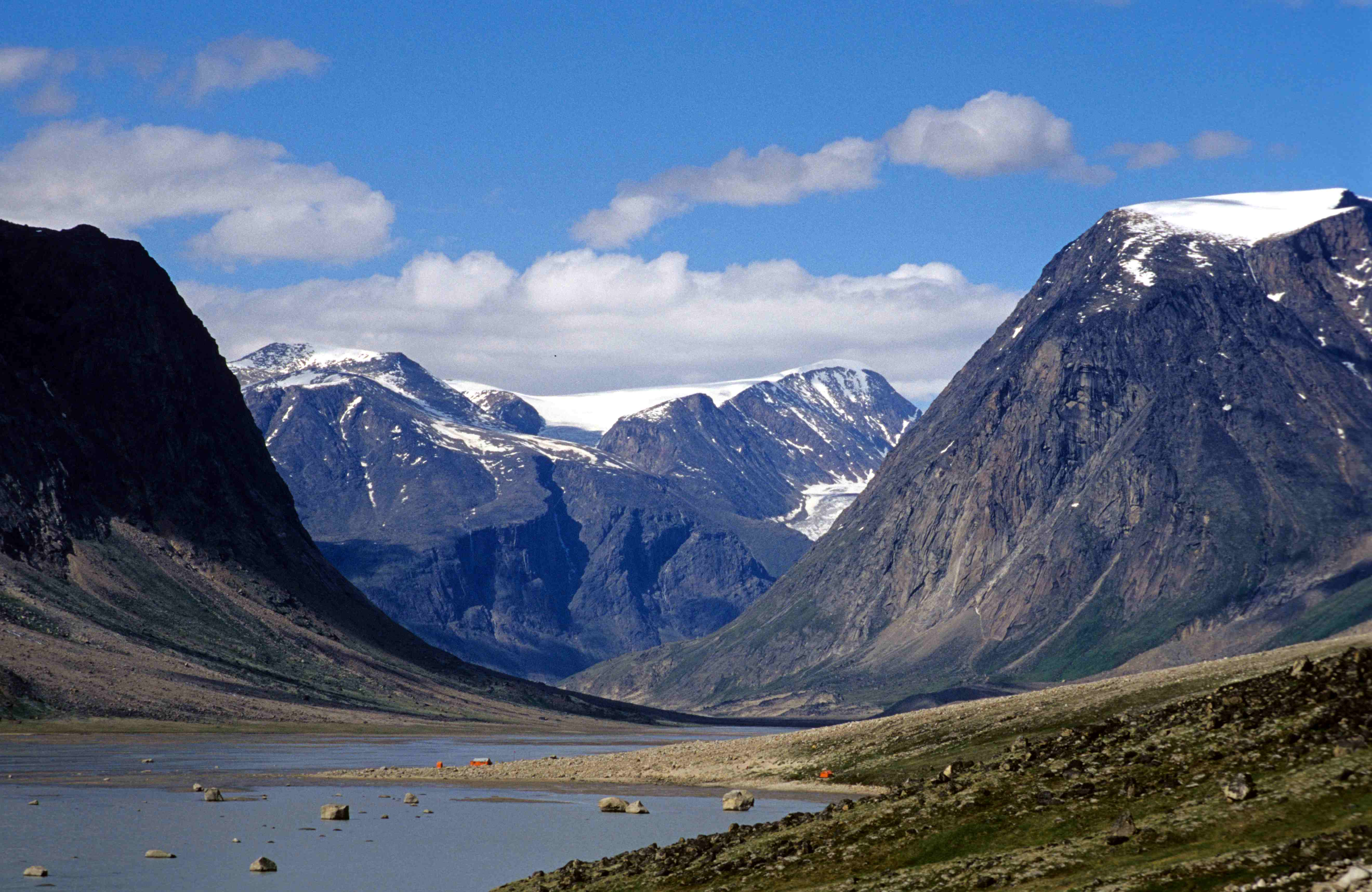
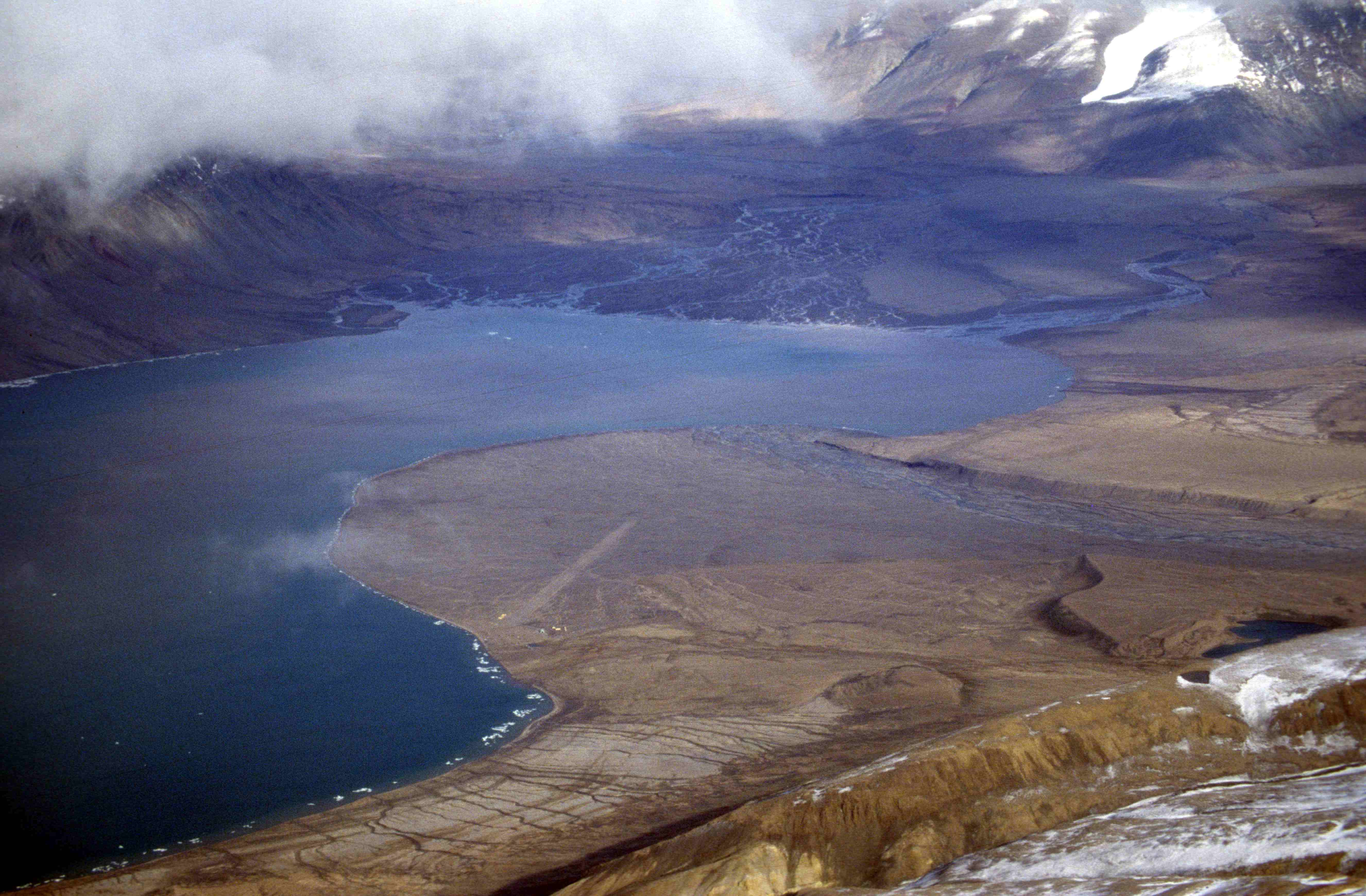
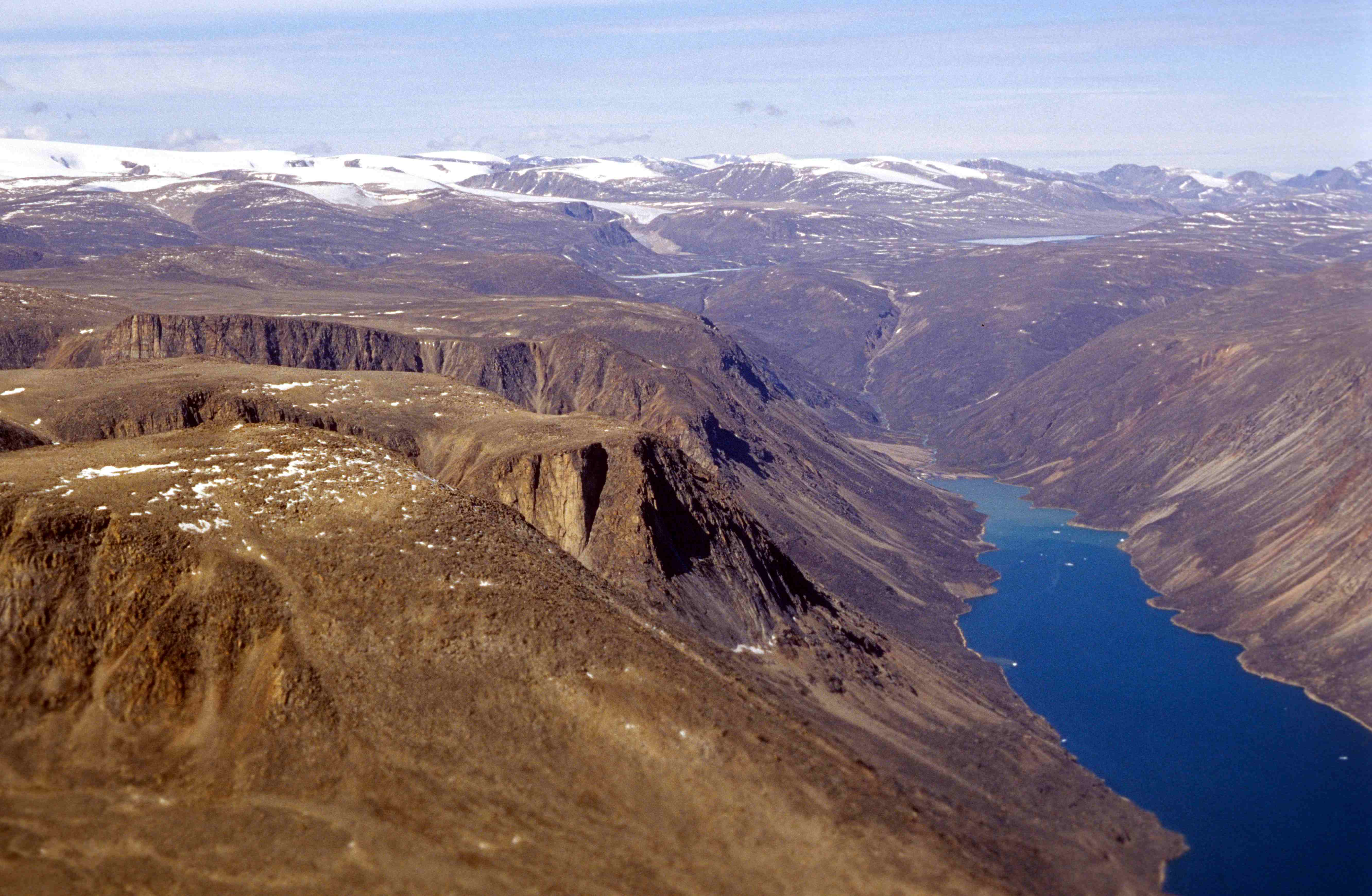
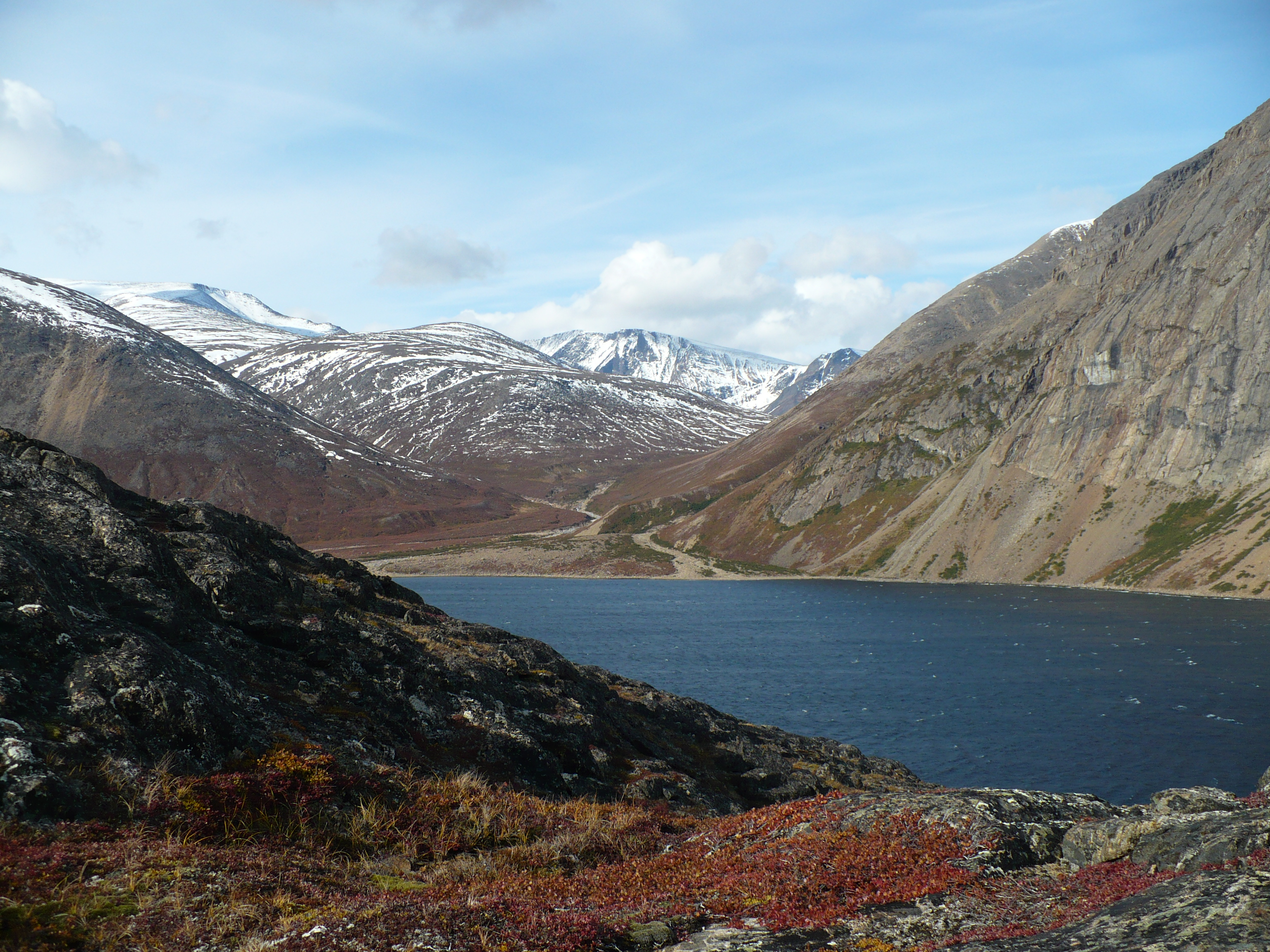
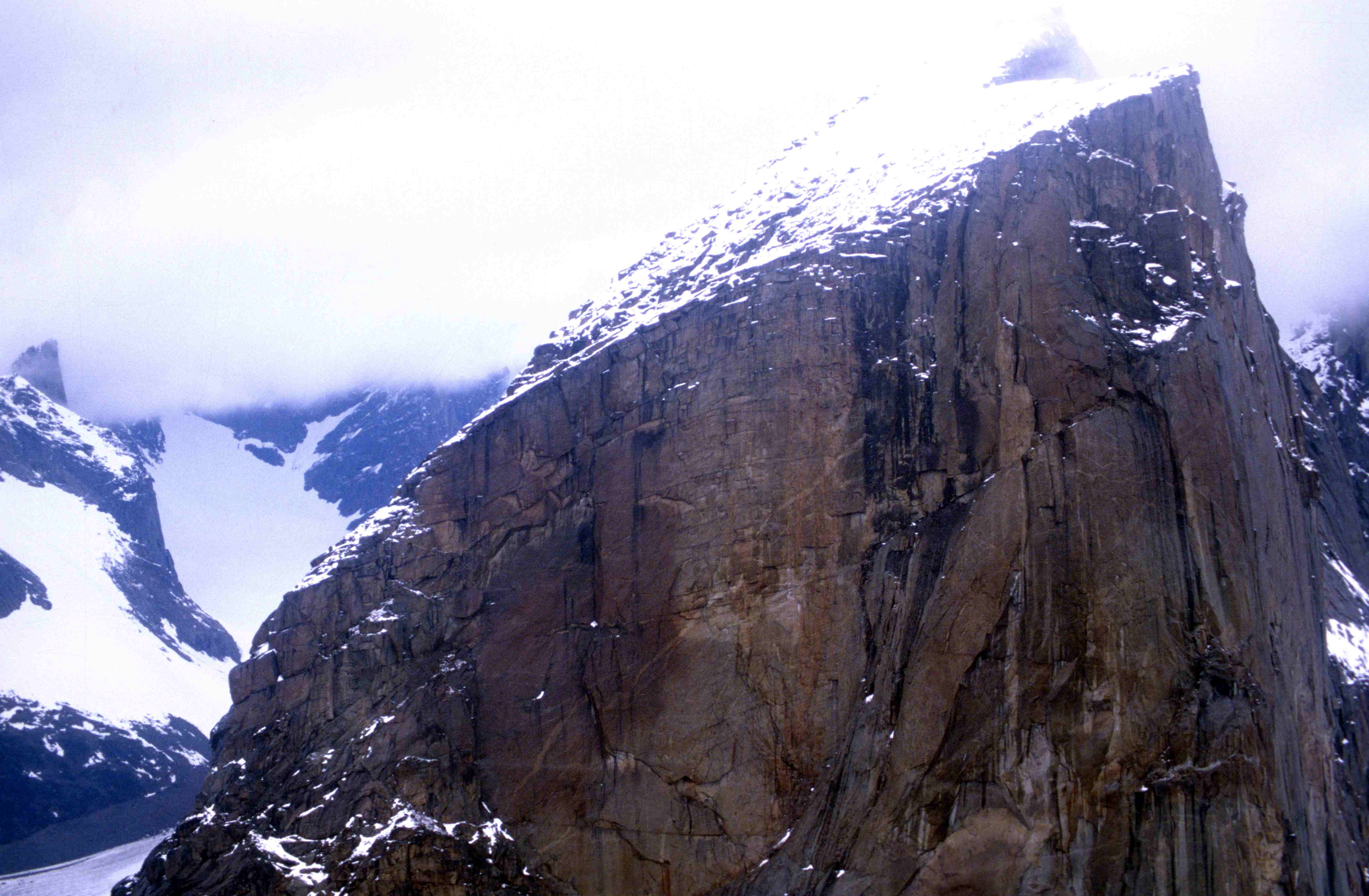
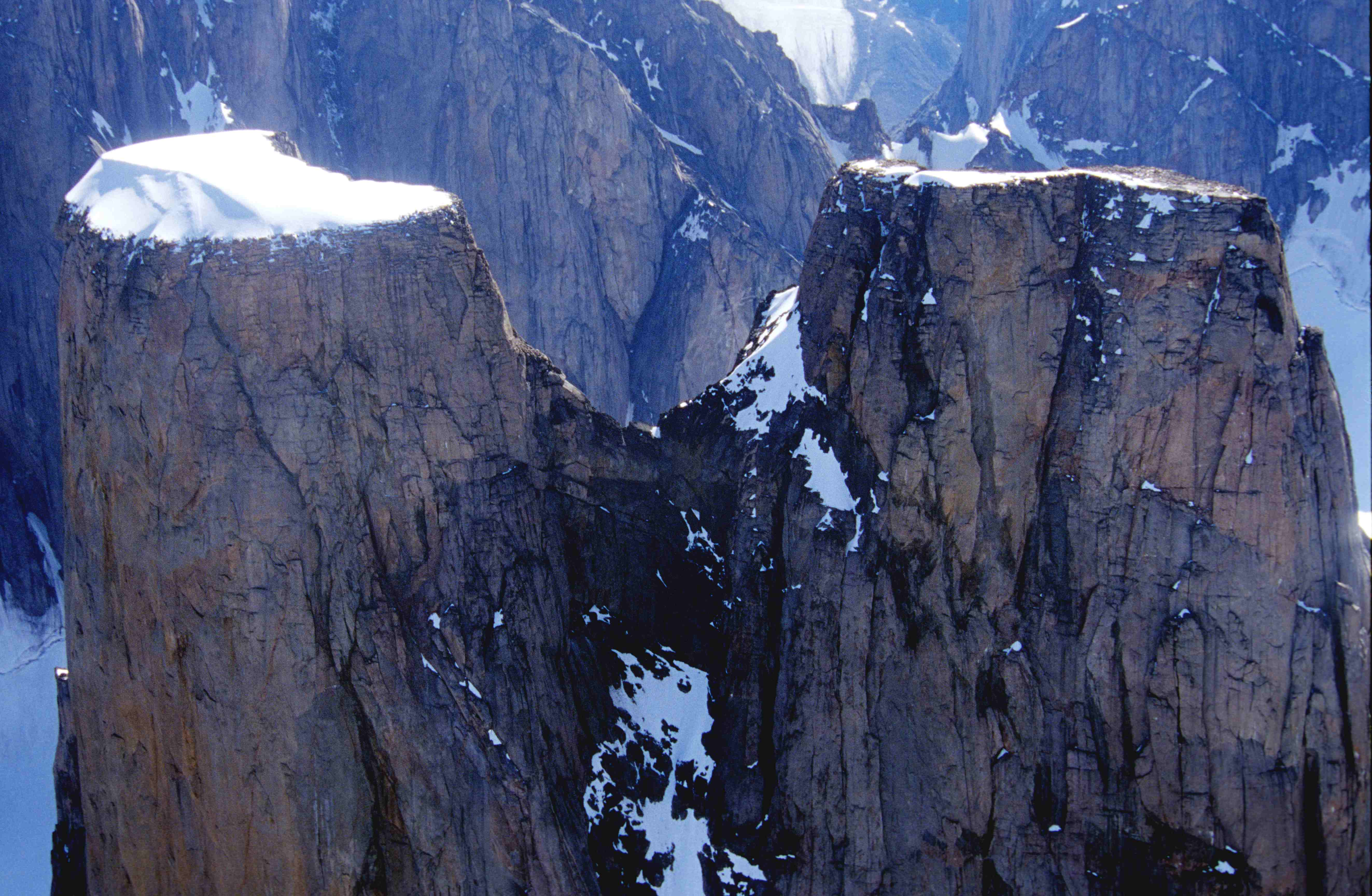
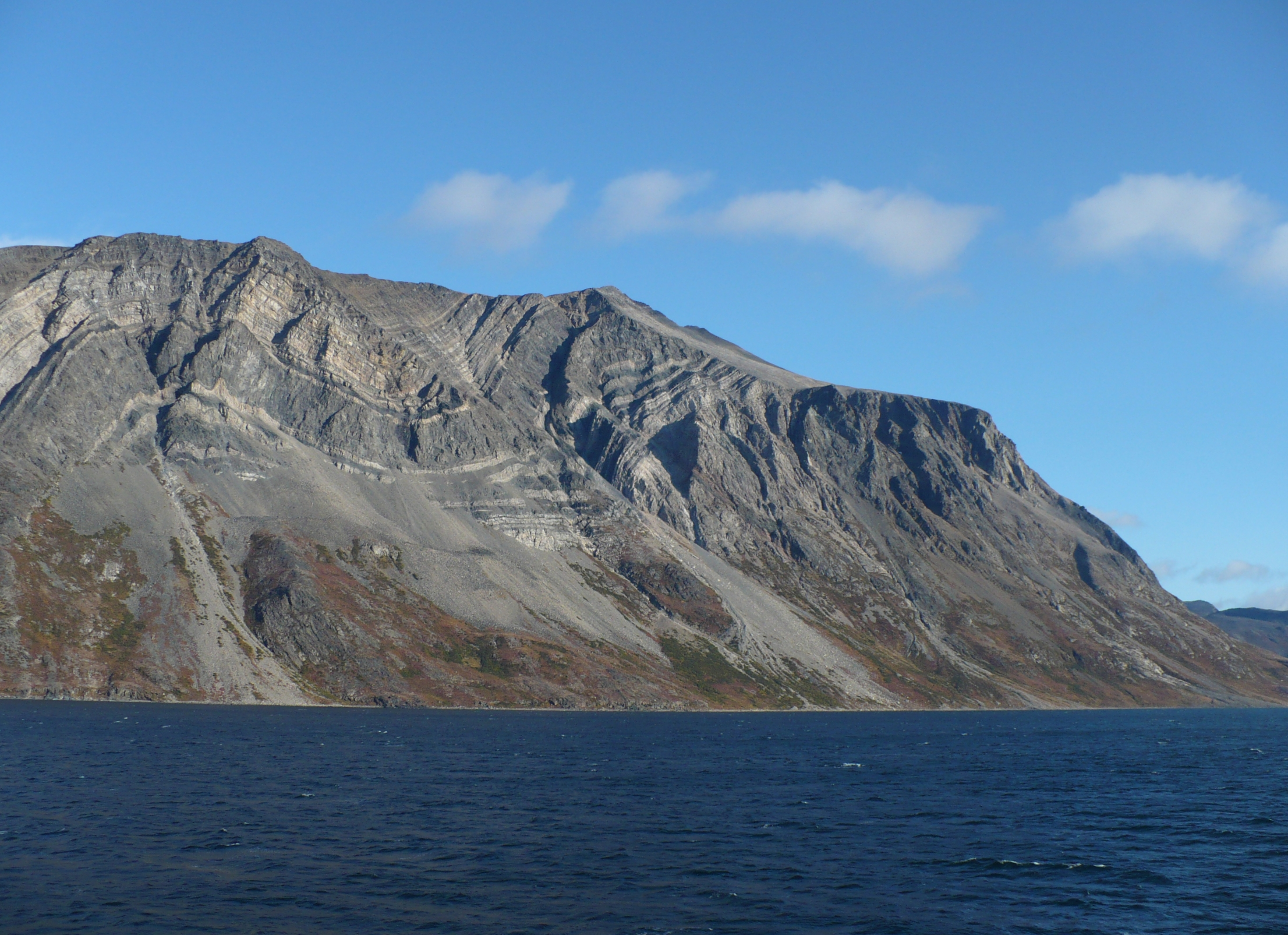
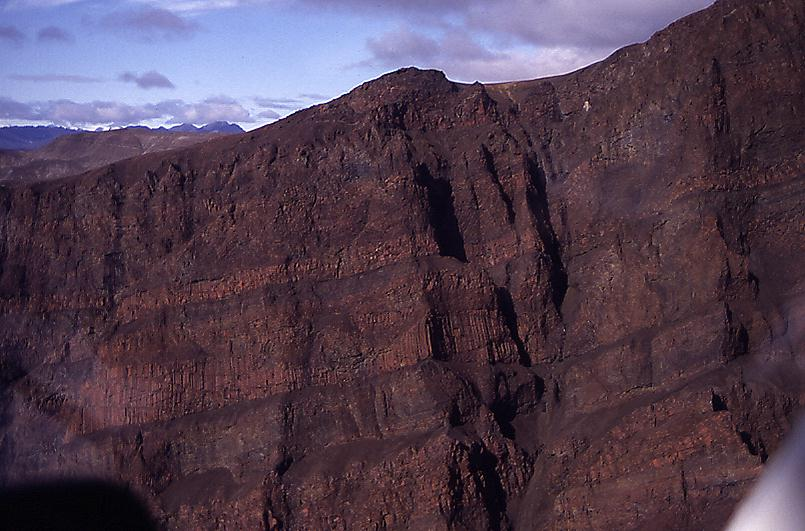